# Theorie gecombineerde toepassing (Europese Unie)
De theorie van de gecombineerde toepassing (Engels: doctrine of combined application) is een jurisprudentiële ontwikkeling binnen de rechtspraak van het Hof van Justitie waarbij het mededingingsrecht onder bepaalde voorwaarden kan worden toegepast op lidstatelijk gedrag.

## Context
Klassiek bestaat er een scheiding tussen het mededingingsrecht en het interne marktrecht, waarbij deze rechtstakken respectievelijk van toepassing zijn op ondernemingen en lidstaten. 
Er bestaat evenwel een convergentie tussen deze twee takken waardoor het mededingingsrecht van toepassing kan worden verklaard op lidstaten en het interne marktrecht op ondernemingen. Hier is de eerste situatie van belang.

## Rechtsgronden
De theorie van de gecombineerde toepassing kent zijn juridische grondslag in een samenlezing van een drietal artikelen:
1. artikel 4, derde lid Verdrag betreffende de Europese Unie: de loyauteit van de lidstaten ten aanzien van de Unie;
2. Protocol (nr. 27) betreffende de interne markt en de mededinging, waarbij het belang van het mededingingsrecht wordt onderstreept niettegenstaande de niet vermelding ervan in artikel 3 van het verdrag;
3. artikel 101 - 102 Verdrag betreffende de Werking van de Europese Unie (VWEU): kartelvorming en misbruik van machtspositie.

## Toepassingsgevallen
Een lidstaat mag een voorafbestaand kartel niet overnemen en opleggen door bijvoorbeeld een kartelovereenkomst, die absoluut nietig is onder artikel 101, tweede lid, VWEU, te kopiëren in haar wetgeving (bijvoorbeeld de vaste boekenprijs, waarbij een eindconsumentenprijs dwingend wordt opgelegd).
Evenmin mag een lidstaat ondernemingen aanmoedigen een kartel te vormen of de effecten van een kartel te bestendigen of versterken.